# Beniamino Bonomi
Beniamino Bonomi (n. 9 martie 1968, Verbania, Piemont, Italia) este un caiacist ce a reprezentat Italia, medaliat olimpic. A participat la 5 ediții ale Jocurilor Olimpice (1988, 1992, 1996, 2000, 2004) în care a câștigat o medalie de aur și 3 medalii de argint.